# یان اس. کولار
یان اس. کولار (چکی: Jan S. Kolár; ۱۱ مهٔ ۱۸۹۶ – ۳۰ اکتبر ۱۹۷۳) کارگردان، فیلمنامه‌نویس، بازیگر و مورخ سینما اهل چک بود.
از فیلم‌ها یا برنامه‌های تلویزیونی که وی در آن نقش داشته‌است می‌توان به قصه‌های چاپک، دام، و اگر یک‌هزار کلارینت اشاره کرد.